# 革叶龙胆
革叶龙胆（学名：Gentiana scytophylla）是龙胆科龙胆属的植物，为中国的特有植物。分布在中国大陆的云南等地，生长于海拔2,700米的地区，多生长于山谷干燥斜坡草地，目前尚未由人工引种栽培。

## 特征
一年生草本植物，高3-7厘米。茎直立，下部完全裸露、无叶，具有翅状条棱、棱上密被黄褐色分节柔毛，表皮易剥落，上部节间极短缩，密集着叶和丰富的小枝，聚呈头状，包被于呈苞叶状的最外方的叶中，稀节间伸长，叶和小枝不密集呈头状。叶坚硬，革质，对拆，外弯，密集，覆瓦状排列，卵状披针形至披针形，长6-9毫米，宽1.5-2.5毫米，先端急尖，具短小尖头，两面光滑，上面脉不明显，下面中脉突起，叶柄膜质，光滑，连合成长0.5-1毫米的筒，外方的叶甚大，苞叶状，在花期枯萎，宿存，边缘软骨质，平滑，内方的叶小，边缘具极细睫毛，中部以下膜质，其余软骨质。花极多数，单生于小枝顶端；近无花梗；花萼筒状钟形，长6-6.5毫米，光滑，萼筒膜质，裂片卵状三角形，卵形，长2.5-3毫米，先端急尖，具短小尖头，边缘具极细睫毛，除先端软骨质外，其余宽膜质，中脉软骨质，在背面呈脊状突起，并向萼筒作短的下延，弯缺狭，截形，为裂片所覆盖；花冠淡蓝色，筒形，长8-9毫米，裂片卵形，长1-1.5毫米，先端钝，褶卵形，长0.7-1毫米，先端钝，全缘；雄蕊着生于冠筒中部，整齐，花丝线状钻形，长1.5-2毫米，花药矩圆形，长0.9-1.1毫米；子房椭圆形，长2-3毫米，两端渐狭，柄长1-1.5毫米，花柱线形，连柱头长1-1.2毫米，柱头2裂，裂片狭矩圆形。蒴果内藏，矩圆状匙形，连柄长5.5-6毫米，柄极短，先端钝圆，具宽翅，两侧边缘具由上至下渐狭的翅；种子淡褐色，有光泽，卵状椭圆形或椭圆形，长0.7-0.8毫米，表面具细网纹。花果期2月。